# Nacer Barazite
Nacer Barazite, född 27 maj 1990, är en nederländsk fotbollsspelare av marockanskt ursprung.

## Karriär
I juni 2019 värvades Barazite av thailändska Buriram United.

## Karriärstatistik
(Statistiken är korrekt per den 20 februari 2009)
| Klubb        | Säsong    | Ligan   | Ligan | FA Cupen | FA Cupen | Carling Cup | Carling Cup | Europa  | Europa | Totalt  | Totalt |
| Klubb        | Säsong    | Matcher | Mål   | Matcher  | Mål      | Matcher     | Mål         | Matcher | Mål    | Matcher | Mål    |
| ------------ | --------- | ------- | ----- | -------- | -------- | ----------- | ----------- | ------- | ------ | ------- | ------ |
| Arsenal      | 2007/2008 | 0       | 0     | 0        | 0        | 2           | 0           | 0       | 0      | 2       | 0      |
| Derby County | 2008/2009 | 29      | 1     | 4        | 0        | 2           | 0           | 0       | 0      | 35      | 1      |